# Dozownik mydła

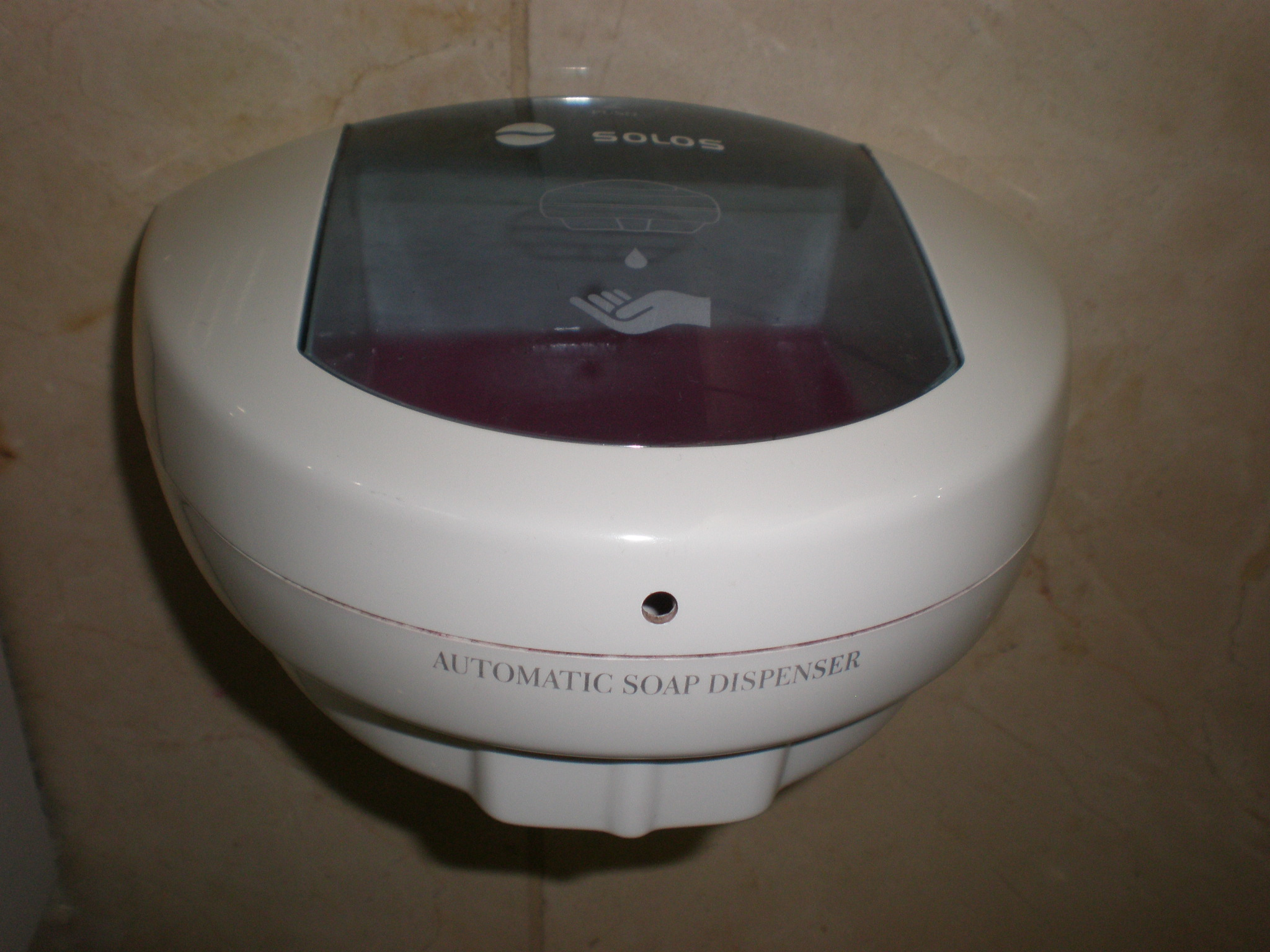
Dozownik mydła na fotokomórkę

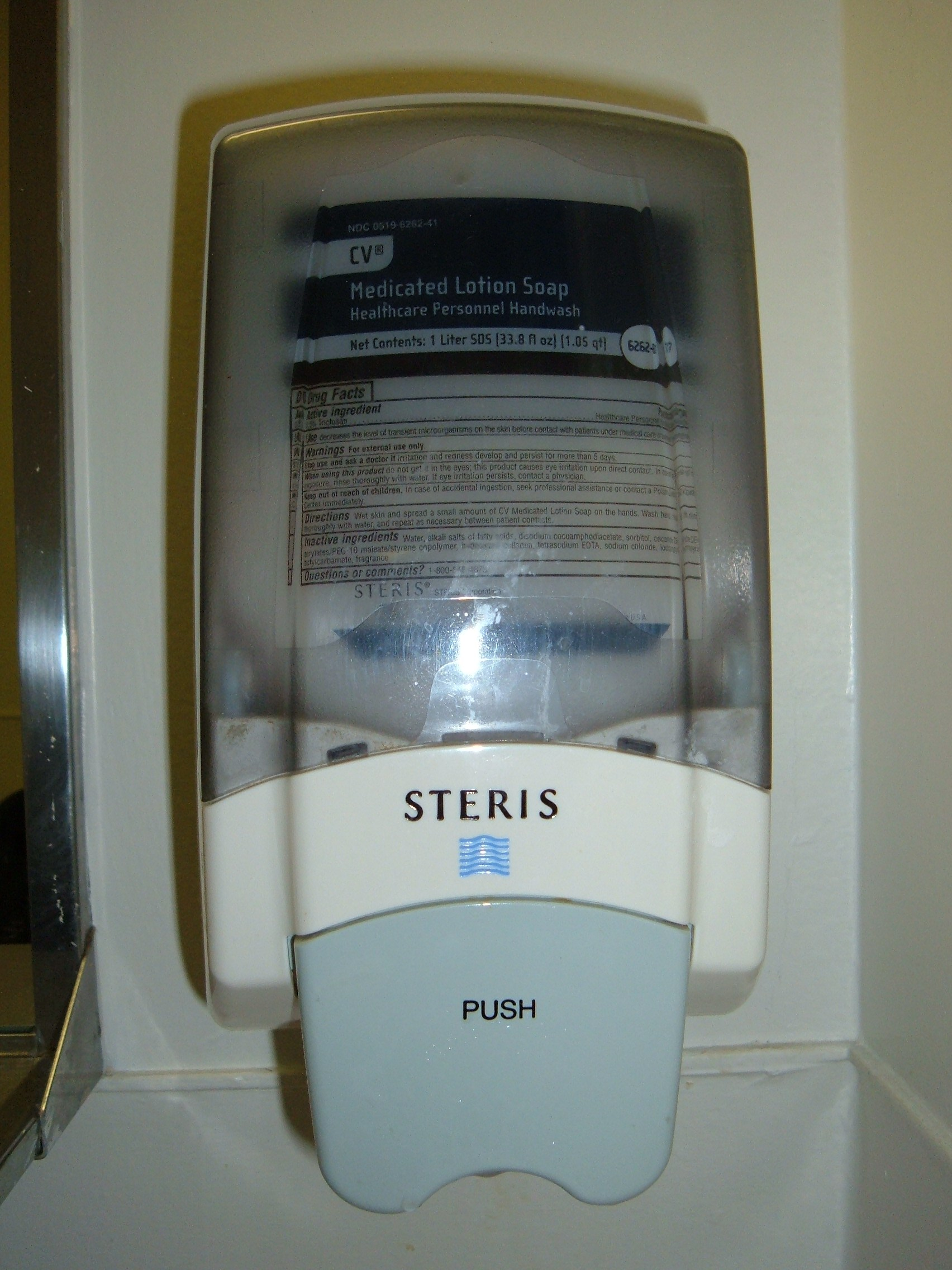
Dozownik mydła montowany przy kranie, uruchamiany przyciskiem.

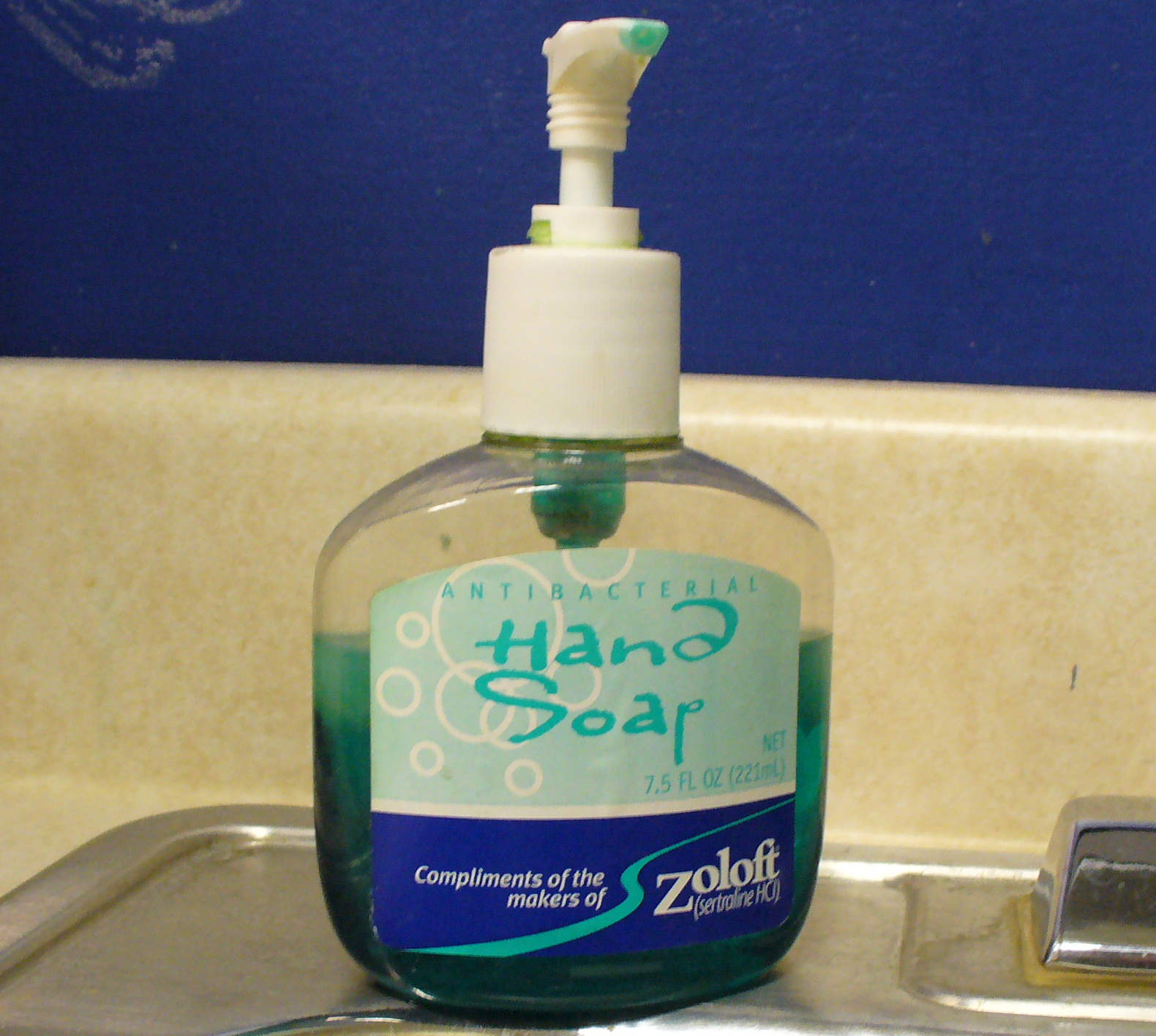
Dozownik mydła w formie buteleczki.

Dozownik mydła – urządzenie służące do wydzielania określonej ilości środka czyszczącego (mydła lub innego odpowiedniego płynu do mycia rąk).  Dozowniki mogą być obsługiwane ręcznie (za pomocą przycisku lub dźwigni), automatyczne (zbliżeniowe) lub łokciowo (mydło dozuje się przyciskają dźwignię łokciem), używane są w obiektach użyteczności publicznej oraz w warunkach domowych.
Płynne mydło, które jest zazwyczaj używane w dozownikach, zostało odkryte i opatentowane przez Williama Sheppharda 22 lipca 1865, a pierwsze dozowniki pojawiły się na rynku w 1980, kiedy Minnetonka Corporation opracowała mydło "SOFT SOAP" i wykupiła wszystkie dostępne pompki plastikowe potrzebne do konstrukcji dozowników zdobywając w ten sposób praktycznie całkowity monopol na budowę tego typu urządzeń.  W 1987 Minnetonka została przejęta przez firmę Colgate.

## Rodzaje dozowników
Ze względu na sposób dozowania mydła wyróżniamy następujące rodzaje dozowników:
- z przyciskiem (inne nazwy: manualne, ręczne) – aby go uruchomić, należy nacisnąć dłonią na przycisk, który zwalnia blokadę i dozownik wypuszcza dozę mydła
- łokciowe  (inne nazwy: z łokciownikiem, z dźwignią łokciową) – aby go uruchomić, należy nacisnąć łokciem na przycisk, który zwalnia blokadę i dozownik wypuszcza dozę płynu
- automatyczne (inna nazwa: bezdotykowe) – aby go uruchomić, należy podłożyć dłoń w polu działania czujnika (zazwyczaj umiejscowiony w dolnej części dozownika), wówczas mydło samoczynnie wypłynie z dozownika

Ze względu na rodzaj dozowanego płynu, dozowniki możemy podzielić na:
- dozowniki mydła w płynie
- dozowniki płynów do dezynfekcji rąk (płynów antyspetycznych)
- dozowniki do pasty BHP

Ze względu na materiał, z jakiego są wykonane dozowniki, możemy wyróżnić:
- tworzywo sztuczne
- stal szlachetna szczotkowana (matowa)
- stal szlachetna polerowana (połysk)
- aluminium
- mosiądz
- szkło
- ceramika

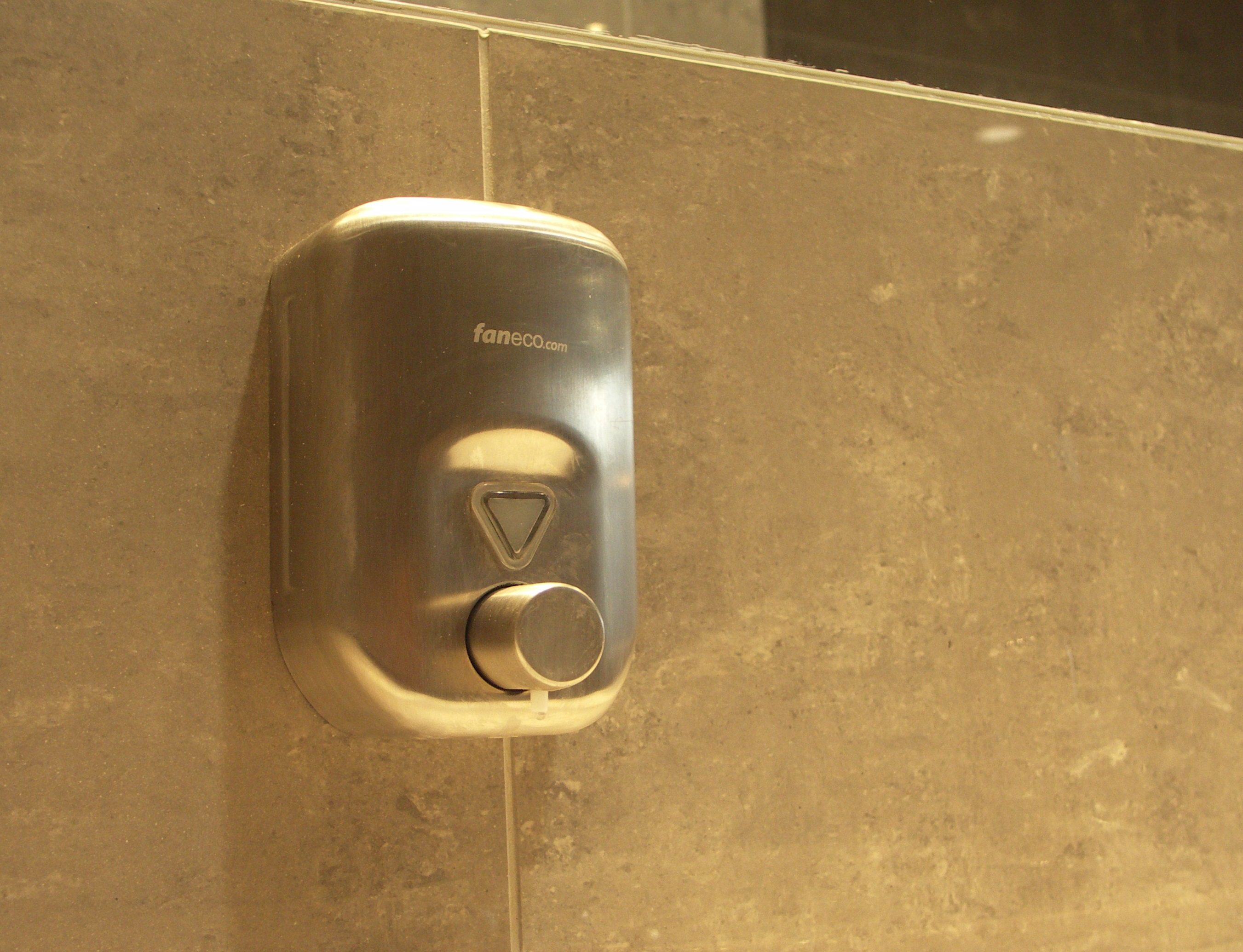
Dozownik mydła w płynie ze stali